# Amilcar Type M 2

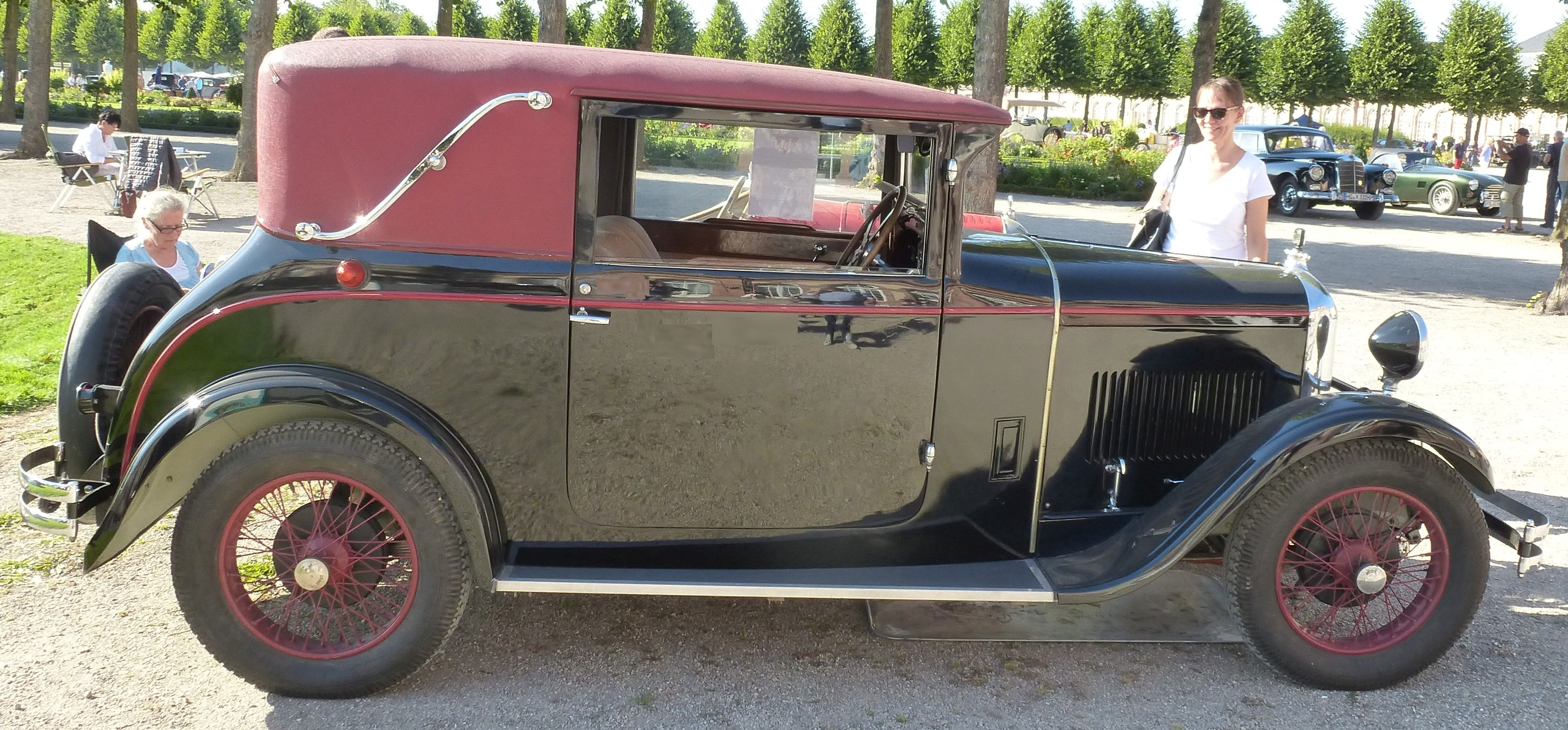
Seitenansicht

Der Amilcar Type M 2 (kurz Amilcar M 2) war ein Pkw der französischen Marke Amilcar. Es gibt auch die Schreibweise Amilcar Type M2.

## Beschreibung
Das Modell wurde bereits im Februar 1929 in einem Katalog von Amilcar genannt. Es wurde im darauffolgenden Oktober 1929 auf dem Pariser Autosalon präsentiert. Es löste den Amilcar Type M ab. 
Das Fahrzeug entsprach zunächst weitgehend dem Vorgängermodell. Hauptunterschied war das Vierganggetriebe.
Die Wagen hatten einen Vierzylindermotor mit 60 mm Bohrung, 110 mm Hub, 1244 cm³ Hubraum und 7 Cheval fiscal Steuereinstufung. Der Motor unterschied sich in einem kleinen Detail vom vorherigen Motor.
Das Fahrgestell blieb unverändert. Der Radstand betrug 265 cm, die Spurweite 119 cm, die Fahrzeuglänge etwa 336 cm, die Fahrzeugbreite 128 cm und das Leergewicht etwa 800 kg. Überliefert sind zwei- und viertürige Limousinen.
Die erste Ausführung hatte noch die Karosserien des Vorgängers. Dies waren Limousine, Coupé, Cabriolet und Tourenwagen. Modellpflege führte in der zweiten Serie ab Oktober 1930 zu moderneren Karosserien ohne Trittbrettern und mit kleinen vorderen Kotflügeln. Abbildungen zeigen eine viertürige Limousine und eine zweitürige Cabriolimousine.
An Stückzahlen werden 1401 für die erste Serie (von 75.175 bis 76.575) und 1250 für die zweite Serie (von 80.001 bis 81.250) genannt. In der Summe sind das 2651.
Im Oktober 1931 folgte der Amilcar Type M 3.
Osenat versteigerte 2016 eine viertürige Limousine von 1929 für 8760 Euro.